# Гексози
Гексо́зи (від грец. ἕξ — шість), C6H12O6 — вуглеводи групи моносахаридів, молекули яких містять шість вуглецевих атомів. Є в тканинах рослин, тварин і людини у вільному стані, або входять до складу глікозидів і полісахаридів. Залежно від характеру карбонільної групи, гексози поділяють на альдогексози (наприклад, глюкоза, маноза, галактоза) і кетогексози (наприклад, фруктоза). Гексози — безбарвні або білі кристали, добре розчинні у воді. Вступають у реакції, характерні для карбонільних сполук (так, альдогексози дають реакцію срібного дзеркала — при нагріванні з реактивом Толленса утворюється металеве срібло). 
Одержують їх гідролізом полісахаридів (наприклад, крохмалю), а також дією вапняної води на формальдегід або окисненням шестиатомних спиртів (див. Моносахариди#Отримання). 
Застосовують у мікробіологічній і харчовій промисловості, в медицині.

## Просторова будова молекул альдогексоз
Просторову будову молекул вуглеводів зазвичай зображують за допомогою проєкцій Фішера для ациклічних форм та проєкцій Гаворта (Хеуорса) для циклічних форм.
Якщо виникає необхідність запам'ятати відповідність просторової будови назвам альдогексоз, можна скористатися таким мнемонічним правилом для D-альдогексоз.
Зображуємо 8 проєкцій Фішера альдогексоз в такий спосіб. Для скорочення позначатимемо гідроксильну групу рискою, атом гідрогену — відсутністю риски. Гідроксильні групи при C-5 (другий знизу атом в традиційному зображенні) спрямовані вправо для D-вуглеводів. При C-4 малюємо 4 вправо і потім 4 вліво. При C-3 по черзі 2 вправо, 2 вліво. При C-2 по черзі 1 вправо, 1 вліво. Тепер побудованим проєкціям зіставляємо назви за допомогою жартівливої фрази англ. All altruists gladly make gum in gallon tanks: алоза, альтроза, глюкоза, маноза, гулоза, ідоза, галактоза, талоза.